# Olympische Sommerspiele 2004/Teilnehmer (Slowakei)
| Gelbes Symbol für Goldmedaillen mit stilisierten Olympischen Ringen | Graues Symbol für Silbermedaillen mit stilisierten Olympischen Ringen | Braundes Symbol für Bronzemedaillen mit stilisierten Olympischen Ringen |
| ------------------------------------------------------------------- | --------------------------------------------------------------------- | ----------------------------------------------------------------------- |
| 2                                                                   | 2                                                                     | 2                                                                       |

Die Slowakei nahm bei den Olympischen Sommerspielen in der griechischen Hauptstadt Athen mit 64 Sportlern, 16 Frauen und 48 Männern, teil.
Seit 1996 war es die dritte Teilnahme der Slowakei bei Olympischen Sommerspielen.

## Flaggenträger
Der Kanute Michal Martikán trug die Flagge der Slowakei während der Eröffnungsfeier im Olympiastadion.

## Medaillengewinner
Mit je zwei gewonnenen Gold-, Silber- und Bronzemedaillen belegte das slowakische Team Platz 29 im Medaillenspiegel.

### Gold
| Name/n                                  | Sportart | Wettkampf       |
| --------------------------------------- | -------- | --------------- |
| Pavol Hochschorner & Peter Hochschorner | Kanu     | Zweier-Canadier |
| Elena Kaliská                           | Kanu     | Einer-Kajak     |

### Silber
| Name            | Sportart | Wettkampf         |
| --------------- | -------- | ----------------- |
| Jozef Krnáč     | Judo     | Halbleichtgewicht |
| Michal Martikán | Kanu     | Einer-Canadier    |

### Bronze
| Name/n                                                         | Sportart | Wettkampf                |
| -------------------------------------------------------------- | -------- | ------------------------ |
| Juraj Bača, Michal Riszdorfer, Richard Riszdorfer & Erik Vlček | Kanu     | Vierer-Kajak, 1000 Meter |
| Jozef Gönci                                                    | Schießen | Luftgewehr, 10 Meter     |

## Teilnehmer nach Sportarten

### Gewichtheben
- Miroslav Janíček
Leichtgewicht: DNF

- Rudolf Lukáč
Mittelgewicht: 5. Platz

- Martin Tešovič
Schwergewicht: kein gültiger Versuch

### Judo
- Jozef Krnáč
Halbleichtgewicht: Bronze

- Zoltán Pálkovács
Halbschwergewicht: in der 1. Runde ausgeschieden

### Kanu
- Juraj Bača
Kanurennen, Vierer-Kajak 1000 Meter: Bronze

- Daniel Biksadský
Kanurennen, Zweier-Canadier 500 Meter: Halbfinale
Kanurennen, Zweier-Canadier 1000: Halbfinale

- Martin Chorváth
Kanurennen, Einer-Kajak 500 Meter: Halbfinale

- Róbert Erban
Kanurennen, Einer-Kajak 1000 Meter: Halbfinale

- Pavol Hochschorner
Kanuslalom, Zweier-Canadier: Gold

- Peter Hochschorner
Kanuslalom, Zweier-Canadier: Gold

- Michal Martikán
Kanuslalom, Einer-Canadier: Silber

- Marián Ostrčil
Kanurennen, Einer-Canadier 500 Meter: Halbfinale
Kanurennen, Einer-Canadier 1000 Meter: 7. Platz

- Peter Páleš
Kanurennen, Zweier-Canadier 500 Meter: Halbfinale
Kanurennen, Zweier-Canadier 1000 Meter: Halbfinale

- Michal Riszdorfer
Kanurennen, Vierer-Kajak 1000 Meter: Bronze

- Richard Riszdorfer
Kanurennen, Vierer-Kajak 1000 Meter: Bronze

- Ján Šajbidor
Kanuslalom, Einer-Kajak: 12. Platz

- Erik Vlček
Kanurennen, Vierer-Kajak 1000 Meter: Bronze

- Marcela Erbanová
Frauen, Kanurennen, Einer-Kajak 500 Meter: 5. Platz

- Elena Kaliská
Frauen, Kanuslalom, Einer-Kajak: Gold

- Gabriela Stacherová
Frauen, Kanuslalom, Einer-Kajak: 10. Platz

### Leichtathletik
- Miloš Bátovský
50 Kilometer Gehen: 18. Platz

- Marián Bokor
Speerwerfen: 32. Platz in der Qualifikation

- Libor Charfreitag
Hammerwerfen: 7. Platz

- Mikuláš Konopka
Kugelstoßen: 10. Platz

- Miloslav Konopka
Hammerwerfen: 14. Platz in der Qualifikation

- Peter Korčok
50 Kilometer Gehen: 14. Platz

- Marcel Matanin
Marathon: 81. Platz

- Matej Tóth
20 Kilometer Gehen: 32. Platz

- Kazimír Verkin
50 Kilometer Gehen: 36. Platz

- Jaroslav Žitňanský
Diskuswerfen: 35. Platz in der Qualifikation

- Lucia Klocová
Frauen, 800 Meter: Halbfinale

- Zuzana Malíková
Frauen, 20 Kilometer Gehen: 22. Platz

### Radsport
- Peter Bazálik
Olympischer Sprint: 12. Platz

- Jaroslav Jeřábek
Sprint: Vorläufe
Keirin: Vorläufe
Olympischer Sprint: 12. Platz

- Matej Jurčo
Straßenrennen: DNF
Einzelzeitfahren: 36. Platz

- Ľuboš Kondis
Cross Country: 34. Platz

- Ján Lepka
Olympischer Sprint: 12. Platz

- Martin Liška
Madison: 15. Platz

- Martin Riška
Straßenrennen: 71. Platz

- Jozef Žabka
Madison: 15. Platz

- Janka Števková
Frauen, Cross Country: DNF

### Ringen
- Attila Bátky
Griechisch-römischer Stil, Mittelgewicht: 10. Platz

- Štefan Fernyák
Freistil, Leichtgewicht: 16. Platz

- Peter Pecha
Freistil, Schwergewicht: 16. Platz

### Rudern
- Lukáš Babač
Leichtgewichts-Doppelzweier: 11. Platz

- Ľuboš Podstupka
Leichtgewichts-Doppelzweier: 11. Platz

### Schießen
- Jozef Gönci
Luftgewehr 10 Meter: Bronze 
Kleinkaliber Dreistellungskampf 50 Meter: 9. Platz
Kleinkaliber liegend 50 Meter: 4. Platz

- Matej Mészáros
Luftgewehr 10 Meter: 9. Platz

- Andrea Stranovská
Frauen, Skeet: 12. Platz

### Schwimmen
- Ľuboš Križko
100 Meter Rücken: 27. Platz

- Martina Moravcová
Frauen, 50 Meter Freistil: 17. Platz
Frauen, 100 Meter Freistil: 7. Platz
Frauen, 200 Meter Freistil: 12. Platz
Frauen, 100 Meter Schmetterling: 6. Platz

### Segeln
- Martin Lapoš
Windsurfen: 34. Platz

### Synchronschwimmen
- Veronika Feriancová
Duett: 22. Platz

- Katarína Havlíková
Duett: 22. Platz

### Tennis
- Karol Beck
Einzel: 33. Platz
Doppel: 17. Platz

- Dominik Hrbatý
Einzel: 17. Platz
Doppel: 17. Platz

- Karol Kučera
Einzel: 33. Platz

- Daniela Hantuchová
Frauen, Einzel: 17. Platz
Frauen, Doppel: 17. Platz

- Janette Husárová
Frauen, Doppel: 17. Platz

- Ľubomíra Kurhajcová
Frauen, Einzel: 33. Platz
Frauen, Doppel: 17. Platz

- Martina Suchá
Frauen, Einzel: 33. Platz
Frauen, Doppel: 17. Platz

### Trampolinturnen
- Katarína Prokešová
Frauen, Einzel: 10. Platz in der Qualifikation

### Turnen
- Zuzana Sekerová
Frauen, Einzelmehrkampf: 47. Platz in der Qualifikation
Frauen, Boden: 69. Platz in der Qualifikation
Frauen, Pferdesprung: 48. Platz in der Qualifikation
Frauen, Schwebebalken: 52. Platz in der Qualifikation
Frauen, Stufenbarren: 61. Platz in der Qualifikation